# Louis Ier de Beaumont-Bressuire
 (juillet 2024).
Si vous disposez d'ouvrages ou d'articles de référence ou si vous connaissez des sites web de qualité traitant du thème abordé ici, merci de compléter l'article en donnant les références utiles à sa vérifiabilité et en les liant à la section « Notes et références ».
Pour les articles homonymes, voir Louis Ier et Beaumont.
Louis Ier de Beaumont-Bressuire ou Louis de Beaumont (1355-1388) est un seigneur de Bressuire et vassal de la vicomté de Thouars. Allié des Anglais lors de la guerre de Cent Ans, il se rendit à Du Guesclin qui prit possession du fief au nom du roi de France.

## Biographie
Louis de Beaumont-Bressuire est le fils de Jean de Beaumont-Bressuire et de Jeanne de Maillé. Il est le neveu de Jeanne-Marie de Maillé l'épouse et veuve en 1363 de Robert II de Sillé.
Louis eut une sœur Louise Isabeau de Beaumont morte en 1448.
En 1361, Louis perd la même année son père puis guère de temps après sa mère.

## Guerre de Cent Ans
Depuis la défaite de Poitiers le 19 septembre 1356 et le Traité de Brétigny de 1360, le Poitou est aux mains des Anglais avec la collaboration d'un grand nombre de barons poitevins.
En 1363, le jeune Louis de Beaumont-Bressuire, âgé de 8 ans, se rend à Poitiers, rendre hommage aux Anglais. Le château de Bressuire fut alors occupé par des garnisons anglaises.
En 1367, les frères du roi Jean le Bon, en premier lieu Louis d'Anjou qui est en première ligne pour les opérations militaires, Jean de Berry et le cousin Louis de Bourbon ont commencé la reconquête du Poitou. La guerre de Cent Ans repart. La population se soulève contre les taxes et impôts imposé par le Prince de Galles. 
En 1371, le connetable Du Guesclin assiégea le fief de Bressuire. Le château capitula sous les menaces, le Connétable de France y laissa une garnison. La cité de Bressuire reconquise, les forces françaises relancent les actions militaires. Louis de Beaumont-Bressuire, âgé de 16 ans, fait allégeance à Du Guesclin.
En 1372, La victoire navale française de la bataille de La Rochelle relança cette reconquête du Poitou. Moncontour est repris et Poitiers ouvre ses portes à Du Guesclin. Les derniers barons poitevins fidèles au Prince Noir, se retranchent dans le fief de Thouars. Peu de temps après Angoulême, fief du Prince Noir se rend aux forces françaises de Du Guesclin. Thouars tombera peu après.
La paix revenue, Louis de Beaumont prit pour épouse Louise de Thouars (1350-1391) ; ils eurent un fils, Guy de Beaumont-Bressuire (né en 1375) et marié à Marie Chabot (née en 1380). 
Louis de Beaumont mourut en 1388.